# 劉衛平
劉 衛平（りゅう えいへい、1957年 - ）は、中華人民共和国の軍人。前中国人民解放軍中国人民解放軍総後勤部司令部副参謀長。階級は少将。
父は劉震(zh)。1955年大将(上将)受領、人民解放軍空軍の草分けのひとり。

## 経歴
出典は記されていないがWikipedia中国語の中国人民解放軍総後勤部司令部において、2005年7月からの階級が少将の副参謀長として記述されている。しかしながら、2016年に実行された人民解放軍の組織大改正以降の役職の確認が2016年3月時点でも取れていない。

## 人物
1955年大将(上将)受領、人民解放軍空軍の草分けの一員であり、日本で太子党とされる紅二代のひとりである。

劉衛平は、習近平総書記の少年期の友人として知られている。習近平の側近に関するアメリカ・ブルッキングス研究所の李成(Cheng Li)による分析においても劉衛平も登場している。文革により習近平の在学していた八一学校が解散させられたあとに共に移った第二十五中学での親しい友人と李は記述している。それぞれの父親が文革で迫害されたことに触れているが、本文中では難兄難弟(苦難を共にした仲間)であるとか、習近平の父の習仲勲と同じく劉衛平の父の劉震(人民解放軍空軍大将)も打倒されたため、彼らが黒幇子弟(犯罪者の子ども)として過ごさねばならなかったことまでは触れていない。